# Wakefieldit

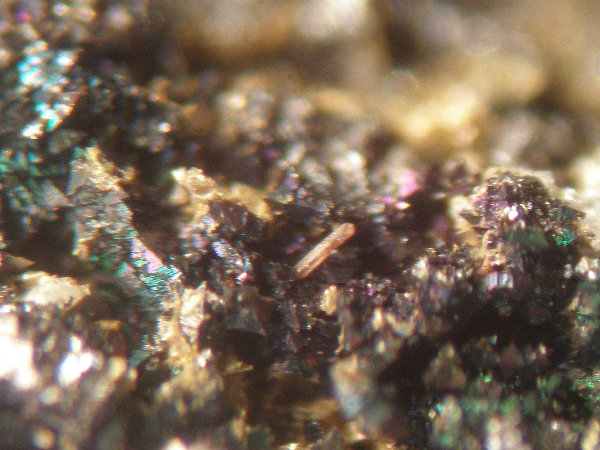
Hellbräunlicher Wakefieldit-(La)-Kristall auf Hausmannit aus der Grube Glücksstern am Gottlob, Friedrichroda, Thüringen (Bildgröße: 3 mm)

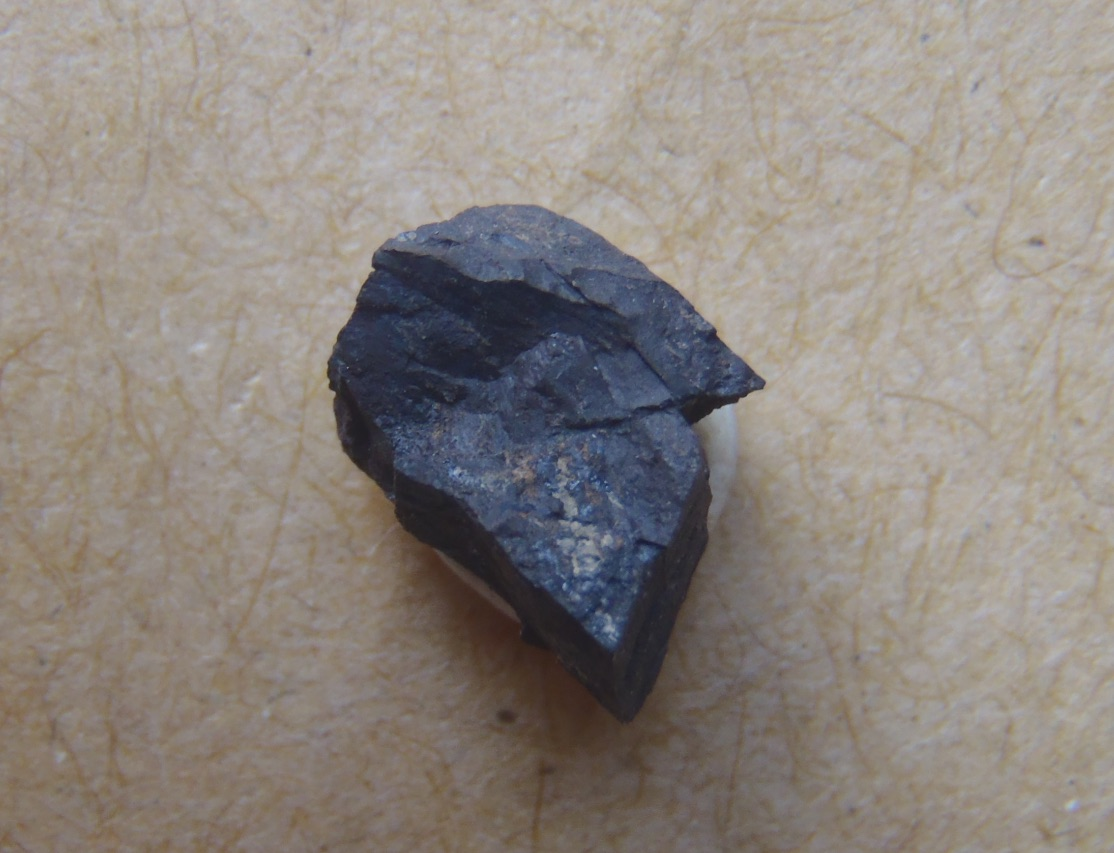
Sehr kleines Erzstück mit einer Kruste aus Wakefieldit-(Nd) aus der Arase Mine, Kami (Kōchi), Japan (Abmessungen: 8 mm × 5 mm × 5 mm)

Wakefieldit ist die Sammelbezeichnung für ein nicht näher bestimmtes Mineral oder einen Mischkristall der Wakefielditreihe aus der Mineralklasse der „Phosphate, Arsenate und Vanadate“ mit den von der International Mineralogical Association (IMA) anerkannten Endgliedern
- Wakefieldit-(Ce) – CeVO4
- Wakefieldit-(La) – LaVO4
- Wakefieldit-(Nd) – NdVO4
- Wakefieldit-(Y) – YVO4

Alle Mitglieder dieser Mischreihe kristallisieren im tetragonalen Kristallsystem und entwickeln meist mikroskopisch kleine Kristalle, die je nach Zusammensetzung und möglicher Fremdbeimengung farblos oder von gelblicher, hellrosa bis bräunlicher oder schwarzer Farbe sein können.

## Klassifikation
Bereits in der letztmalig 1977 überarbeiteten 8. Auflage der Mineralsystematik nach Strunz gehörten die hier noch als ein Mineral betrachteten Wakefieldite zur Mineralklasse der „Phosphate, Arsenate und Vanadate“ und dort zur Abteilung „Wasserfreie Phosphate, Arsenate und Vanadate ohne fremde Anionen“, wo sie zusammen mit Chernovit und Xenotim (inzwischen beides Mineralreihen bzw. -gruppen) die „Xenotim-Reihe“ mit der Systemnummer VII/A.10 bildeten.
In der zuletzt 2018 überarbeiteten Lapis-Systematik nach Stefan Weiß, die formal auf der alten Systematik von Karl Hugo Strunz in der 8. Auflage basiert, erhielten die Minerale die System- und Mineralnummern VII/A.14-040 (Wakefieldit-(Ce)), VII/A.14-035 (Wakefieldit-(La)), VII/A.14-045 (Wakefieldit-(Nd)) und VII/A.14-030 (Wakefieldit-(Y)). Dies entspricht ebenfalls der Abteilung „Wasserfreie Phosphate [PO4]3−, ohne fremde Anionen“, wo die Wakefieldite zusammen mit Chernovit-(Y), Pretulit, Wakefieldit-(Ce), Wakefieldit-(La), Wakefieldit-(Nd), Wakefieldit-(Y), Xenotim-(Y) und Xenotim-(Yb) die „Xenotimgruppe“ mit der Systemnummer VII/A.14 bildet.
Auch die von der IMA zuletzt 2009 aktualisierte 9. Auflage der Strunz’schen Mineralsystematik ordnet die Wakefieldite in die die Abteilung der „Phosphate usw. ohne zusätzliche Anionen; ohne H2O“ ein. Diese ist allerdings weiter unterteilt nach der relativen Größe der beteiligten Kationen. Die Minerale sind hier entsprechend ihrer Zusammensetzung in der Unterabteilung „Mit ausschließlich großen Kationen“ zu finden, wo sie zusammen mit Chernovit-(Y), Dreyerit, Pretulit, Xenotim-(Y) und Xenotim-(Yb) die „Xenotimgruppe“ mit der Systemnummer 8.AD.35 bilden.
In der vorwiegend im englischen Sprachraum gebräuchlichen Systematik der Minerale nach Dana haben die Wakefieldite die System- und Mineralnummern 38.04.11.03 (Wakefieldit-(Y)), 38.04.11.04 (Wakefieldit-(Ce)), 38.04.11.07 (Wakefieldit-(La)) und 38.04.11.08 (Wakefieldit-(Nd)). Dies entspricht ebenfalls der Klasse der „Phosphate, Arsenate und Vanadate“ und dort der Abteilung „Wasserfreie Phosphate etc.“, wo das Mineral zusammen mit Chernovit-(Y), Pretulit, Xenotim-(Y), Xenotim-(Yb) in der „Xenotim-Gruppe (Tetragonal: I41/amd)“ mit der Systemnummer 38.04.11 innerhalb der Unterabteilung „Wasserfreie Phosphate etc., A+XO4“ zu finden ist.